# Dasygnathus globosus
Dasygnathus globosus är en skalbaggsart som beskrevs av Gilbert John Arrow 1914. Dasygnathus globosus ingår i släktet Dasygnathus och familjen Dynastidae. Inga underarter finns listade i Catalogue of Life.